# 威廉·塞尔瓦

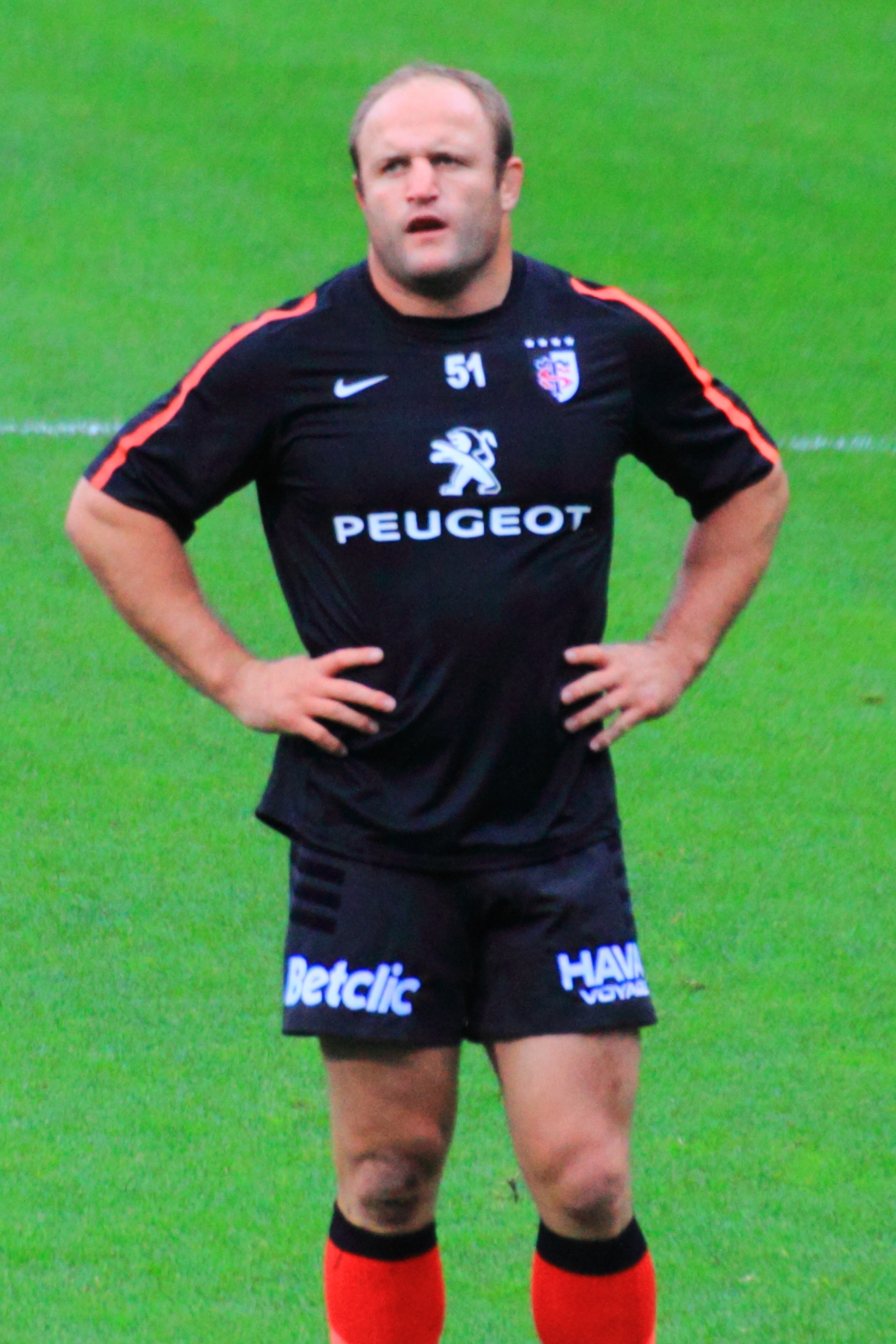
威廉·塞尔瓦

威廉·塞尔瓦（法語：William Servat；1978年12月9日—）是一位法國橄欖球運動員。他是法國國家橄欖球隊的一員，代表法國參加了2011年世界盃橄欖球賽。